# Laranjeiras (métro de Lisbonne)
Pour les articles homonymes, voir Laranjeiras.
Laranjeiras est une station du métro de Lisbonne sur la ligne bleue.